# غيادا روسي
غيادا روسي (بالإيطالية: Giada Rossi) هي لاعبة تنس الطاولة إيطالية، ولدت في 24 أغسطس 1994 في سان فيتو آل تاليامنتو في إيطاليا.